# Steam (film)
Steam è un film del 2007 diretto da Kyle Schickner.

## Trama
Una studentessa del college, una madre single di mezza età e un'anziana vedova si incontrano a una sauna.
Nel film si intrecciano le vicende dei tre personaggi, esplorando le similitudini tra queste tre donne apparentemente molto differenti.